# 타이치 요 (성우)
타이치 요(일본어: 大地 葉, 8월 6일 ~ )는 일본의 성우이다. 사이타마현 출신다.